# ناتان آکه
ناتان بنجامین آکه (به هلندی: Nathan Benjamin Aké؛ زادهٔ ۱۸ فوریه ۱۹۹۵) بازیکن فوتبال اهل هلند است که در پست مدافع برای منچستر سیتی در لیگ برتر انگلستان و تیم ملی فوتبال هلند بازی می‌کند.
ناتان آکه سابقه بازی در تیم‌های جوانان فاینورد و چلسی و همچنین سابقه بازی در تیم‌های ملی پایه و جوانان هلند را دارد.

## عملکرد باشگاهی

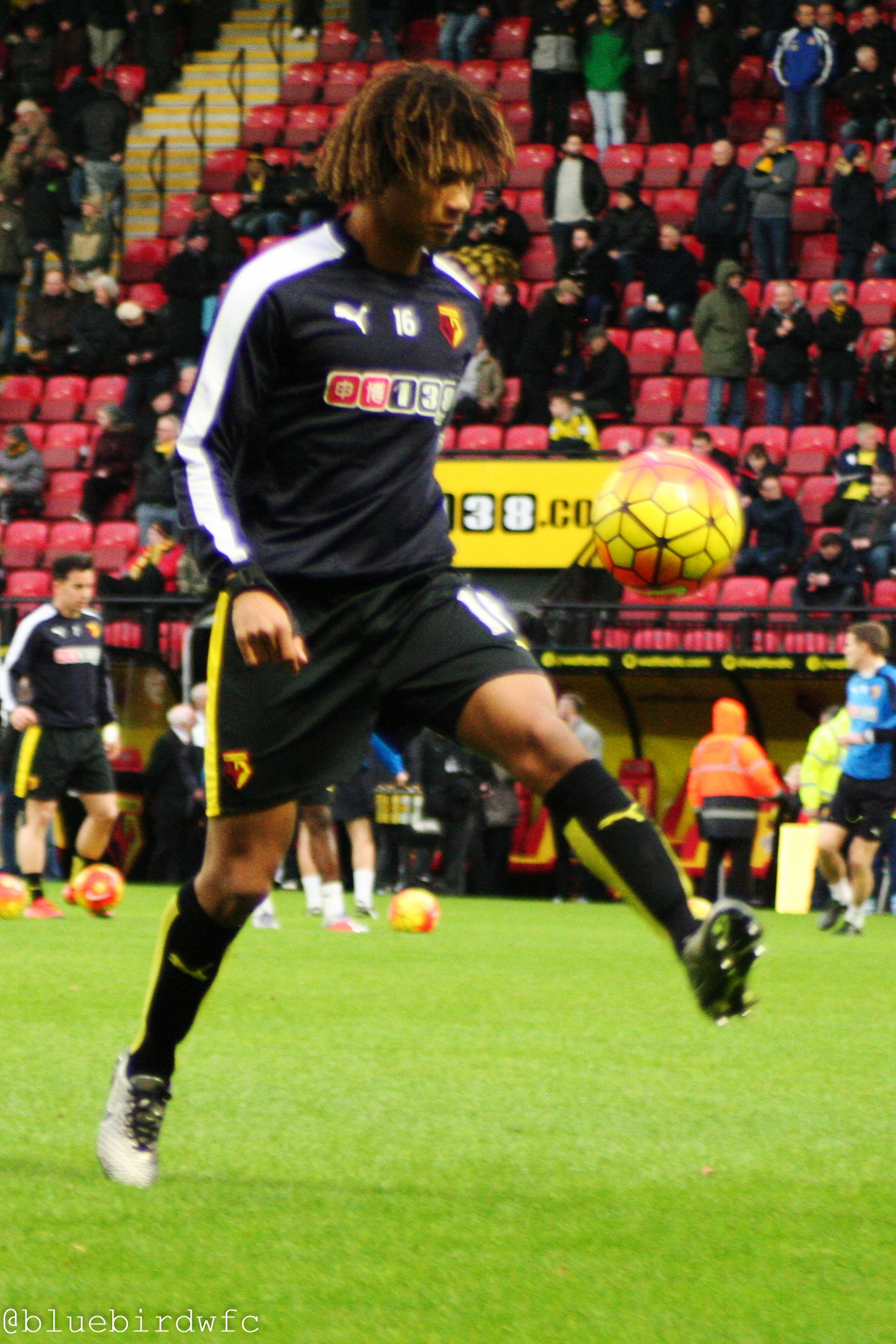
ناتان آکه در بازی نورویچ سیتی و واتفورد

او در سال ۲۰۱۲ به تیم بزرگسالان چلسی راه پیدا کرد. اولین بازی خود برای چلسی را در تاریخ ۲۶ دسامبر ۲۰۱۲ مقابل نورویچ سیتی انجام داد. آکه در این بازی در دقیقه ۹۰ به جای خوان ماتا وارد زمین شد. در آن بازی چلسی موفق شد با یک گل نورویچ سیتی را شکست دهد تک گل بازی را نیز آکه وارد دروازه کرد.
اما در ادامه دوران خود در چلسی نتوانست خود را به ترکیب اصلی برساند و باشگاه چلسی این بازیکن را به تیم‌های مختلفی قرض داد و در نهایت بورنموث این بازیکن را به‌طور دائمی به خدمت گرفت. پس از درخشش در ۱۰۵ بازی خود برای بورنموث راهی منچستر سیتی شد تا در این تیم فوتبال خود را ادامه دهد.